# Som du
Som du är en pop-låt och en singel av den svenske artisten Olle Ljungström, först framförd år 1995.
Låten släpptes som singel den 1 september 1995, som den första singel som gavs ut i samband med Ljungströms tredje soloalbum, Tack (1995). Med på singeln fanns även låten "Vad händer med oss," som också fanns med på Tack-albumet.
2008 tolkade Eric Gadd låten på hyllningsalbumet Andra sjunger Olle Ljungström.

## Låtlista
Låtarna är komponerade av Olle Ljungström och Heinz Liljedahl.
1. "Som du" (4:54)
2. "Vad händer med oss" (3:51)